# 伊那新町駅
伊那新町駅（いなしんまちえき）は、長野県上伊那郡辰野町大字伊那富にある、東海旅客鉄道（JR東海）飯田線の駅である。

## 歴史
- 1909年（明治42年）12月28日：伊那電車軌道（1919年に伊那電気鉄道へ改称）が松島（現・伊那松島） - 辰野（後の西町）間で開業した際に、南新町停留場（みなみしんまちていりゅうじょう）として開設。
- 1923年（大正12年）
  - 3月16日：伊那松島 - 辰野間新線に伴い一度廃止[2]。
  - 4月20日：南新町停留場が新線上に再開設[1]。旅客駅[3]。
- 1943年（昭和18年）8月1日：伊那電気鉄道線が飯田線の一部として国有化、鉄道省（後の日本国有鉄道）に移管[3]。同時に伊那新町駅に昇格[1]。
  - 当時は、東海道本線浜松 - 名古屋間の各駅や飯田線の各駅、中央本線上諏訪 - 塩尻間の各駅、松本駅を発着する旅客のみ利用出来た[3]。
- 1954年（昭和29年）12月1日：東京都区内の各駅や長野駅を発着する旅客も利用可能となる[3]。
- 1966年（昭和41年）3月25日：飯田線輸送力増強のため列車交換駅に改修[1]。
- 1971年（昭和46年）
  - 4月1日：旅客発着駅制限撤廃[3]。
  - 12月1日：有人駅化。
- 1983年（昭和58年）2月24日：CTC化に伴い無人駅化[4]。
- 1987年（昭和62年）4月1日：国鉄分割民営化に伴い、東海旅客鉄道（JR東海）の駅となる[5]。
- 2019年（令和元年) ：当駅よりJR東日本中央本線辰野駅へ向けての遠隔案内放送が使用開始。辰野駅構内で、当駅から列車が出発した旨を伝える内容が放送される。
- 2020年（令和2年）：JR東日本中央本線川岸駅の放送機器設備更新に伴い、川岸駅においても、辰野駅と同様の遠隔放送が流れるようになった。
- 2021年（令和3年）：当駅 - 辰野駅間でバス代行運転。当駅に全列車が停車するようになった。

## 駅構造
島式ホーム1面2線を有し、列車交換が可能な地上駅。下り線側（西側）に駅舎があり、上り線側とは羽場駅側にある構内踏切で連絡している。
伊那市駅管理の無人駅。駅舎は有人駅時代に建てられたブロック造りのもので、出札口だった部分は板打ちされている。駅舎内にトイレがあったが、老朽化とイタズラのため、封鎖中。解体される見込み。
かつては、島式ホームでのタブレット受渡しのために1番線と2番線を通常とは逆向き（右側通行）で使用していた。

### のりば
| 番線 | 路線      | 方向 | 行先             |
| ---- | --------- | ---- | ---------------- |
| 1    | CD 飯田線 | 下り | 辰野方面         |
| 2    | CD 飯田線 | 上り | 飯田・天竜峡方面 |

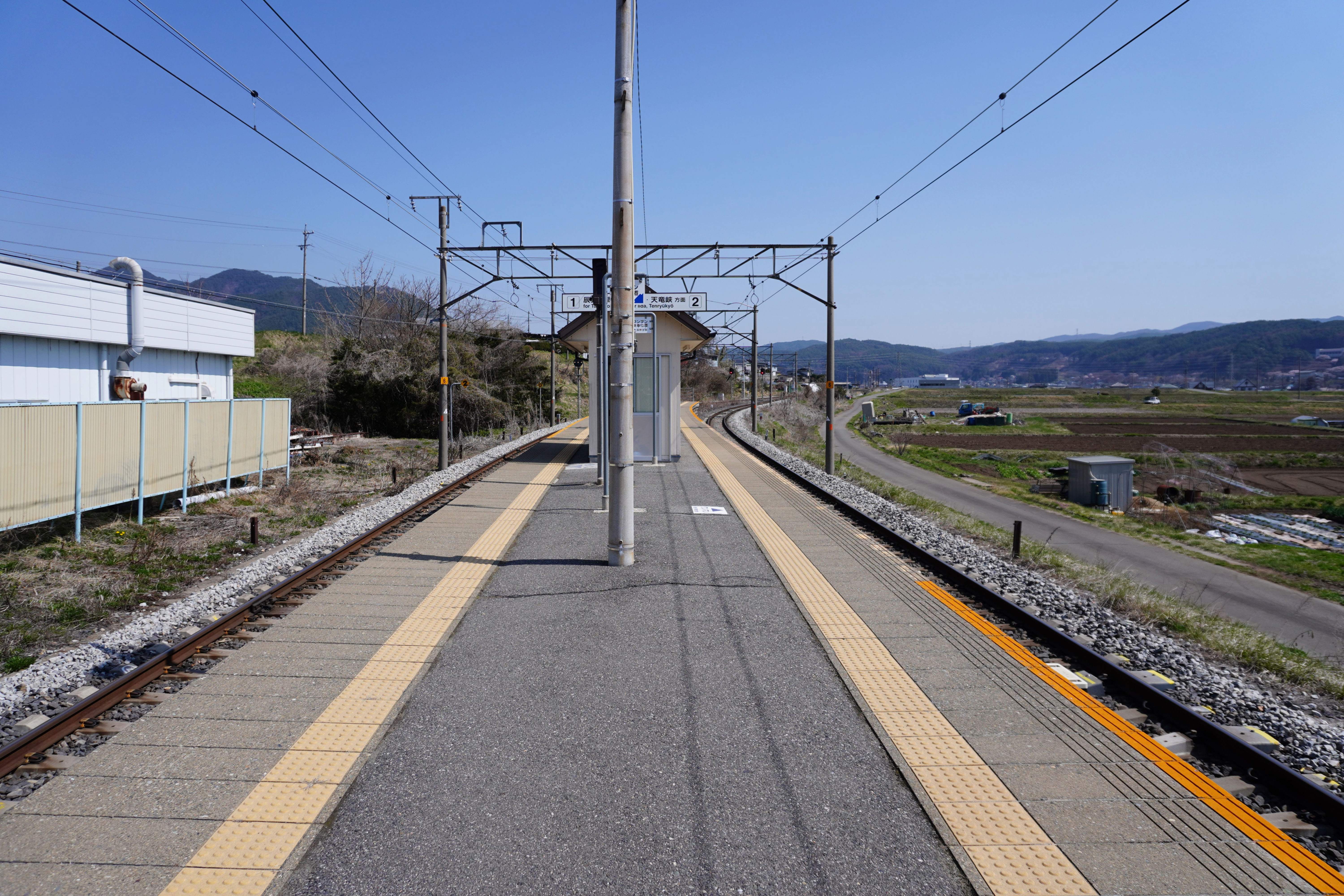
ホーム（2023年4月）
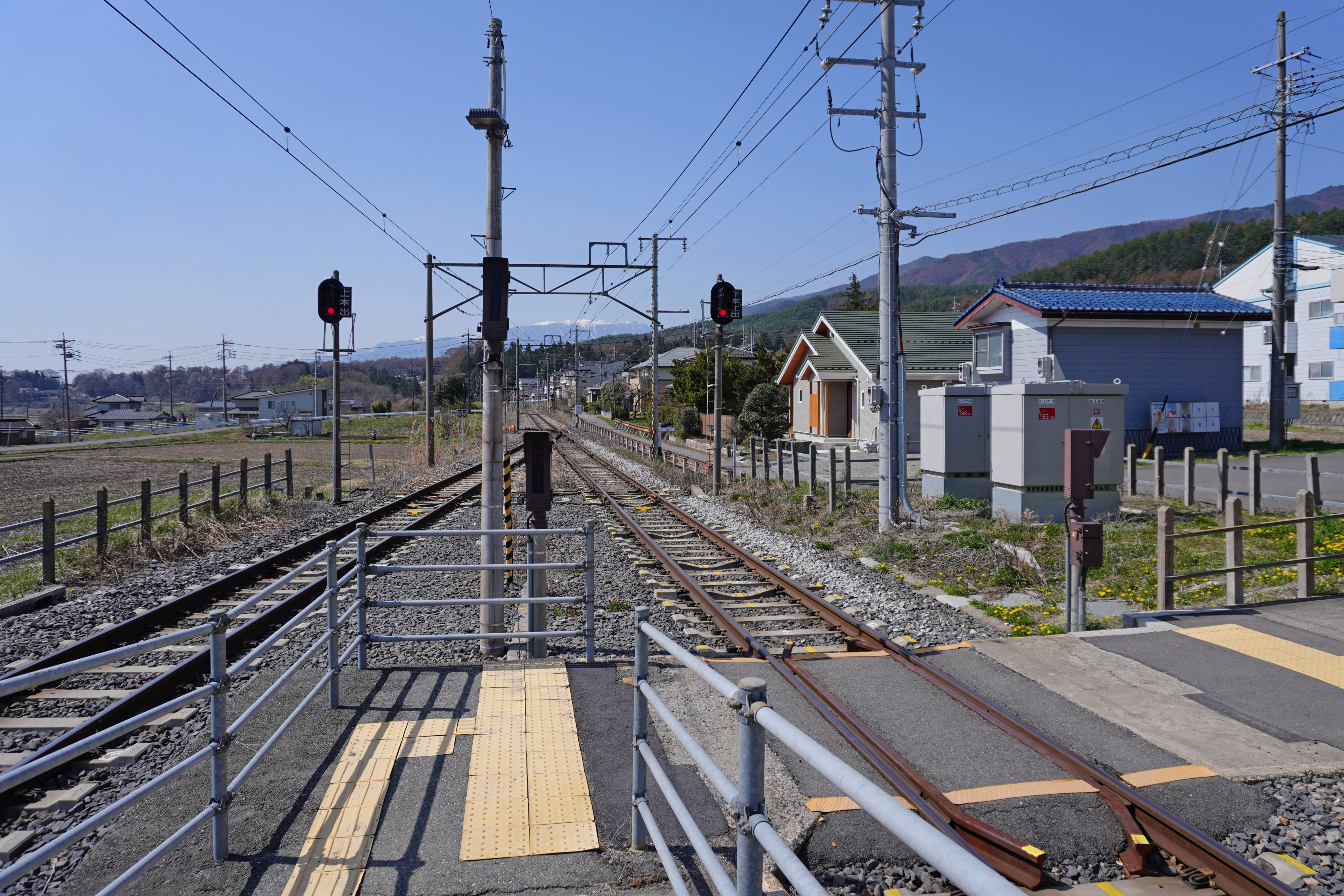
構内踏切（2023年4月）

## 利用状況
「長野県統計書」によると、1日平均乗車人員は以下の通り。
- 2007年度 - 87人
- 2010年度 - 61人
- 2011年度 - 68人
- 2012年度 - 67人
- 2013年度 - 69人
- 2014年度 - 74人
- 2015年度 - 82人
- 2016年度 - 79人[7]
- 2017年度 - 65人[8]
- 2018年度 - 67人[9]

## 駅周辺
国道153号線から細い脇道を少し東側に下った場所に駅は存在する。駅前は少数の民家が固まった集落で、駅舎の反対側は田圃が広がる。
- 荒神山スポーツセンター[1]
- たつのパークホテル
- 国道153号
- 天竜川
- ロートニッテン長野工場
- IHIターボ新町工場

## バス路線
- 辰野町営バス（大石線：伊那新町駅前）

## 隣の駅
東海旅客鉄道（JR東海）
CD 飯田線
■快速（「みすず」含む、下りのみ停車）
羽場駅 → 伊那新町駅 → （「みすず」のみ宮木駅） → 辰野駅
■普通
羽場駅 - 伊那新町駅 - 宮木駅